# Coleophora algidella
Coleophora algidella là một loài bướm đêm thuộc họ Coleophoridae. Nó được tìm thấy ở Tây Ban Nha, Pháp, Thụy Sĩ, Ý, Na Uy và Iceland. Nó cũng được tìm thấy ở Trung Quốc.

## Phụ loài
- Coleophora algidella algidella
- Coleophora algidella meridionalis Toll, 1960 (Spain, Switzerland)
- Coleophora algidella qinlingensis Li & Zheng, 1999 (China)